# خانه خادم باشی
خانه خادم باشی مربوط به دوره قاجار است و در اردبیل، محله اوچدکان، کوچه سرتیپ آباد واقع شده و این اثر در تاریخ ۲۵ مهر ۱۳۸۳ با شمارهٔ ثبت ۱۱۱۹۵ به‌عنوان یکی از آثار ملی ایران به ثبت رسیده است.